# Red Hot Romance
Red Hot Romance is een Amerikaanse filmkomedie uit 1922 onder regie van Victor Fleming.

## Verhaal
Volgens het testament van zijn vader moet Rowland Stone levensverzekeringen verkopen in een koninkrijk in Zuid-Amerika. Kolonel Cassius Byrd is daar pas aangesteld als consul en Rowland is verliefd op diens dochter Anna Mae. Hij heeft een rivaal, die hem adviseert om het volledige kabinet van koning Caramba XIII te verzekeren. Rowland weet niet dat er een revolutie ophanden is en dat alle leden van die regering op een dodenlijst van de rebellen staan.

## Rolverdeling
| Acteur           | Personage              |
| ---------------- | ---------------------- |
| Basil Sydney     | Rowland Stone          |
| Henry Warwick    | Lord Howe-Greene       |
| Frank Lalor      | Koning Caramba XIII    |
| Carl Stockdale   | Generaal De Castanet   |
| Olive Valerie    | Madame Puloff de Plotz |
| Edward Connelly  | Kolonel Cassius Byrd   |
| May Collins      | Anna Mae Byrd          |
| Roy Atwell       | Jim Conwell            |
| Tom Wilson       | Thomas Snow            |
| Lillian Leighton | Mammy                  |
| Snitz Edwards    | Mijnheer Frijole       |